# Chiesa di San Rocco (Valbondione)
La chiesa di San Rocco è un luogo di culto cattolico, si trova nella frazione di Fiumenero di Valbondione in alta val Seriana sussidiaria della chiesa parrocchiale di Sant'Antonio.
La chiesa conserva il dipinto con la raffigurazione del santo titolare di Domenico Carpinoni.

## Storia
La chiesa è stata edificata tra il 1627 e il 1628 e dedicata a san Rocco protettore della peste e di ogni pestilenza perché proteggesse il paese dalla peste conosciuta come quella del 1630, e sicuramente la conseguente situazione di grave carestia che da tempo soffriva il territorio. 
La chiesetta non ha subito nel tempo ulteriori rivisitazioni architettoniche conservando la formazione originaria.

## Descrizione

### Esterno
La chiesa di piccole dimensioni è posta all'ingresso della frazione con il lato che si volge verso il percorso viabile a capanna dove è posta una grande epigrafe in pietra che presenta incisa la dedicazione a san Rocco e la data di edificazione. Segue un'apertura centinata che collega al lato volto a nord dell'edificio che ospita la piccola apertura anticipata da un piccolo porticato con il tetto a una falda unica sorretto da due colonne in pietra locale.

### Interno
L'interno di piccole dimensioni ospita un piccolo altare ligneo e la pala d'altare lavoro di Domenico Carpinoni proveniente dalla chiesa parrocchiale di Sant'Antonio, raffigurante il santo Rocco titolare con san Sebastiano entrambi protettori degli appestati.